# Aurland

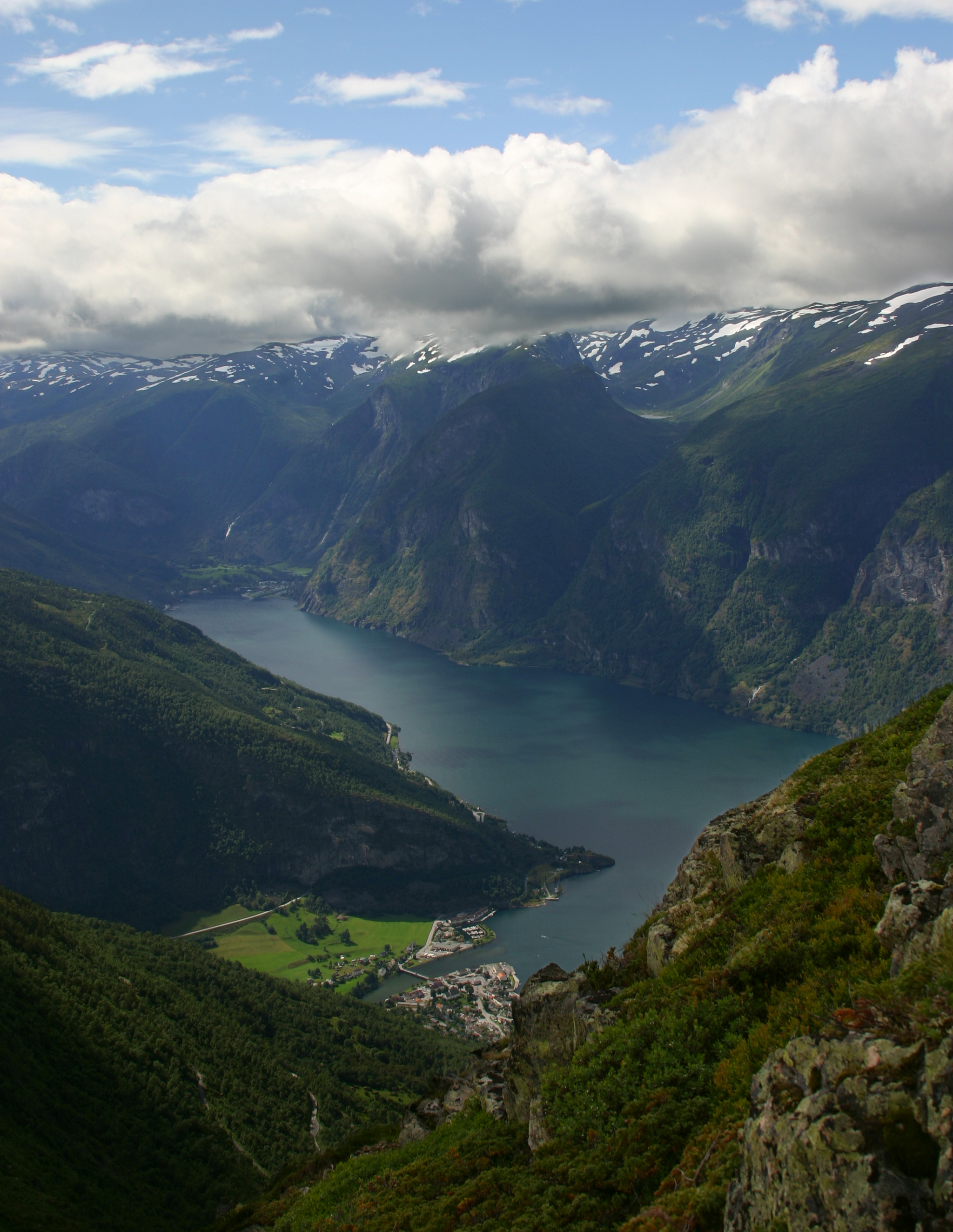
Vista del Aurlandsfjorden, Aurlandsvangen y Flåm.

Aurland es un municipio en la provincia de Sogn og Fjordane, Noruega. Se encuentra en el distrito tradicional de Sogn y tiene una población de 1738 según el censo de 2015. Su centro administrativo es la localidad de Aurlandsvangen. Otros lugares grandes son Flåm, Undredal y Gudvangen.

## Etimología
El nombre Aurland deriva de las palabras nórdicas aurr, que significa «grava», y land, que significa «tierra».

## Escudo de armas
El blasón de Aurland tiene origen moderno. Se les concedió el 22 de mayo de 1987. Las armas representan la cabeza de una cabra. La cabra se consideró un símbolo adecuado para el municipio puesto que la zona es famosa por su producción de queso de cabra y la ganadería caprina.

## Historia
Aurland fue establecido como un municipio desde el 1 de enero de 1838 (véase formannskapsdistrikt). El municipio original era idéntica a la parroquia (prestegjeld) de Aurland con las sub-parroquias (sokn) de Aurlandsvangen, Flåm y Undredal. 
En 1859, se creó la sub-parroquia de Nærøy segregándola de la subparroquia de Undredal.

## Lugares de interés
- La cascada Kjelfossen se encuentra cerca del pueblo de Gudvangen. Puede verse desde el ferrocarril de Flåmsbana
- El mirador Stegastein se construyó en 2006 con una vista espectacular sobre los fiordos y valles de los alrededores.